# یدید تالیوم (I)
یدید تالیوم(I) (به انگلیسی: Thallium(I) iodide) با فرمول شیمیایی TlI یک ترکیب شیمیایی است. که جرم مولی آن 331.29 g/mol می‌باشد. شکل ظاهری این ترکیب، بلورهای زرد است.